# Malhun Hatun
Malhun Hatun (? – listopad 1326) byla ženou osmanského sultána Osmana I., který založil Osmanskou dynastii a Osmanskou říši a matkou sultána Orhana I.

## Život
Bylo prokázáno, že byla dcerou tureckého beye z Anatolie, jménem Ömer Bey.[zdroj⁠?!] Spekuluje se, že by jejím otcem mohl být Şeik Edebali.[zdroj⁠?!] Jiné zdroje uvádí, že její otec byl Ömer Abdülaziz Bey, Seldžuk z Anatolie.[zdroj⁠?!]
V roce 1324 pro upřesnění spekulací obyvatel Osmanské říše, řekl sultán Orhan (její syn), že jeho matka nebyla dcera Edebaliho, ale že byla dcerou docela nevýznamného beye, jménem Umar nebo Ömer. Titul "bey" byl používán pro malou dynastii, nebo spíš rodinu, která měla na starost Anatolii. Jednou z možností také je, že mohl být titulní vládce z Amouri (Umeri); knížectví, která se nacházela severovýchodně od vznikající Osmanské říše. Toto knížectví však zaniklo ke konci 13. a nebo na začátku 14. století. Zaniklo nejspíš proto, že syn Ömera (bratr Malhun) se domluvil s Osmanem a knížectví se připojila k Osmanské říši.
Malhun Hatun byla důležitou osobností v legendě o Osmanském snu; sultán Osman ji velmi miloval a musel dlouho čekat, než se s ní mohl oženit. Nicméně je i teorie, že byli považováni jako partneři až o mnoho staletí později a to jen z důvodu, že byla matkou dalšího sultána. Zemřela v listopadu roku 1326.

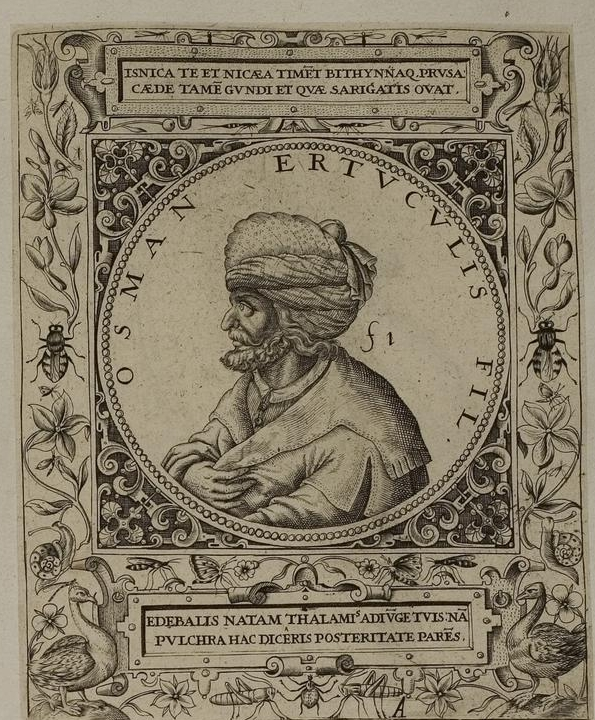
Sultán Osman I., manžel Malhun Hatun
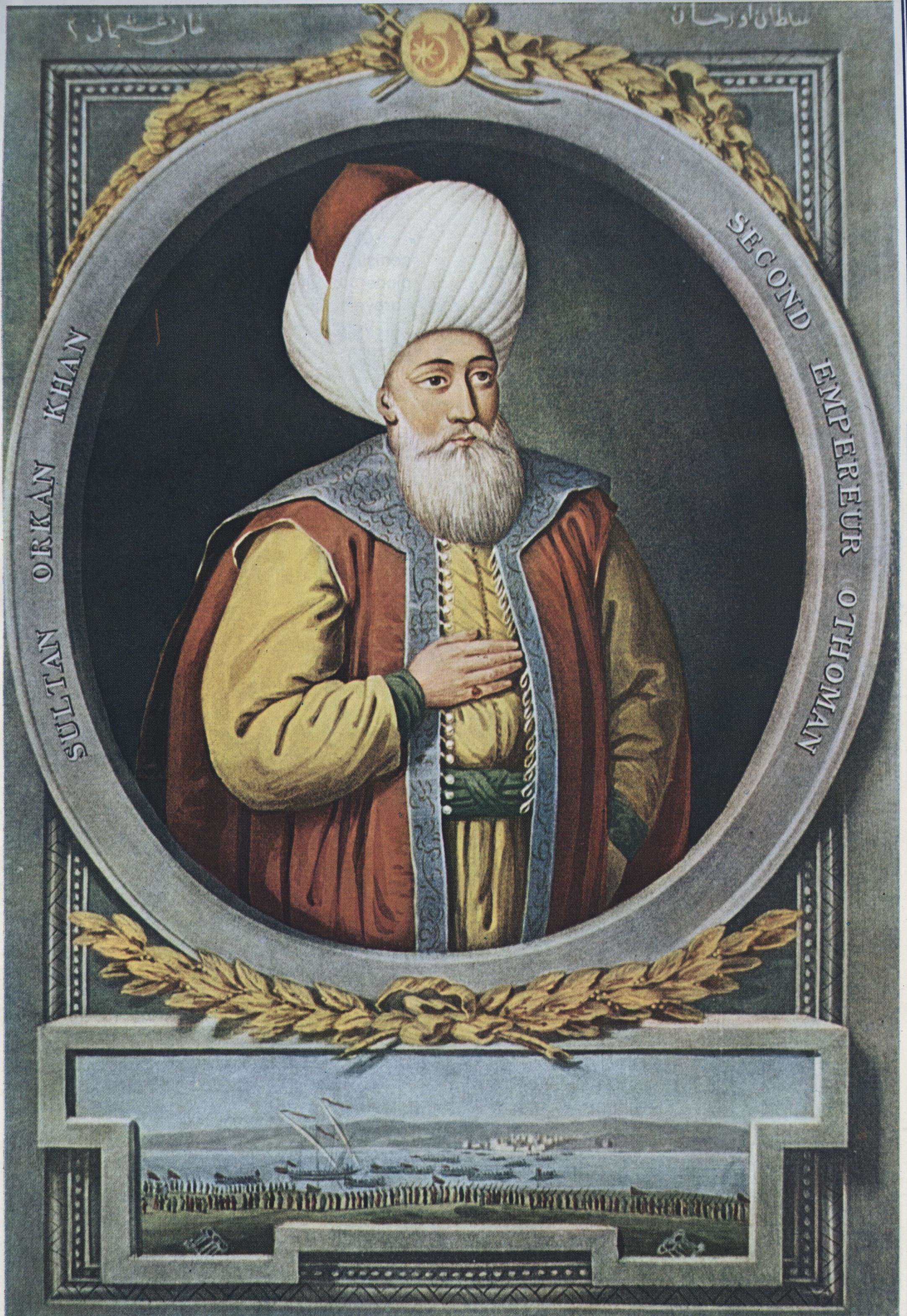
Sultán Orhan I., syn Malhun Hatun